# The Cheating Pact
The Cheating Pact is een Amerikaanse televisiefilm uit 2013 die werd gemaakt voor televisiezender Lifetime en aldaar werd uitgezonden op 28 september 2013. Doug Campbell was regisseur van dienst en Laura Wiggins, Daniela Bobadilla en Laura Ashley Samuels spelen de hoofdrollen. Het verhaal is los gebaseerd op een schandaal in Long Island uit 2011, waar rijke tieners veel geld neertelden om goede examens af te leggen.

## Verhaal
De leerlingen van een middelbare school leggen de SAT-test af teneinde toegelaten te worden tot de universiteit. De slimme Meredith doet het goed, maar pestkop Kylie en diens vriendin Heather presteren onder de verwachtingen. Aangezien Meredith en Heather vroeger vriendinnen waren vraagt Kylie Heather om Meredith te overhalen de test opnieuw af te leggen in haar naam. Meredith kan de geboden duizend dollar thuis goed gebruiken om de zorg voor haar gehandicapte broer te bekostigen en gaat uiteindelijk akkoord. Ook Kylies' vriendje Jordan kan haar daarna overhalen de test voor hem af te leggen. Enkel voor Kylie zelf blijft Meredith weigeren omdat die haar altijd gepest heeft.
Uiteindelijk dwingt Kylie Meredith door te dreigen naar de politie te stappen. Meredith is immers degene die strafbare feiten heeft gepleegd. Nadien gaat ze naar Meredith om de valse studentenkaarten terug te halen, maar er ontstaat een handgemeen tussen de twee waarbij Meredith van de trap valt en om het leven komt. Kylie vlucht en even later wordt Heather, die het weer goed wilde maken met Meredith, door de politie aangetroffen bij het levenloze lichaam. Heather wordt beschuldigd van moord maar ze weet dat Kylie de ware schuldige is. Voor de politie haar kan oppakken gaat ze bij haar verhaal halen. Jorden, die ook aanwezig is, zwicht en er ontstaat weer een handgemeen waarbij Kylie hem een messteek toedient.
Intussen spoort de politie Heather op en komt ter plaatse. Onder druk van haar moeder blijft Kylie glashard ontkennen maar zwicht uiteindelijk toch en wordt gearresteerd. Heather gaat zich ten slotte excuseren bij Merediths' vader voor wat ze gedaan heeft.

## Rolverdeling
- Laura Wiggins als Meredith Porter, het meisje dat de testen aflegt.
- Daniela Bobadilla als Heather Marshall, Merediths' vroegere beste vriendin.
- Laura Ashley Samuels als Kylie Hamilton, Heathers' nieuwe beste vriendin.
- Max Carver als Jordan Coleman, Kylie's vriendje.
- Cynthia Gibb als Brenda Marshall, Heathers' moeder.
- Paula Trickey als Liz Hamilton, Kylie's moeder.
- Jamie Luner als mevrouw Walters, de lerares.
- Cory Kahane als Scott Mulvaney, Merediths' klasgenoot die het bedrog ontdekt.
- Ruben Garfias als directeur Gonzales, de schooldirecteur.